# ألفرد تاوبر
ألفرد تاوبر (بالألمانية: Alfred Tauber)‏ (و. 1866 – 1942 م) هو رياضياتي، وأستاذ جامعي نمساوي، ولد في براتيسلافا، توفي عن عمر يناهز 76 عاماً.

## التعليم
تعلم في جامعة فيينا
.

## جوائز
حصل على جوائز منها:

Grand Decoration of Honour for Services to the Republic of Austria ‏